# 大任水库
大任水库是中国广西壮族自治区梧州市藤县境内的一座水库，位于蒙江支流大任河上，建于1980年。水库正常库容为3262万立方米，集雨面积为84平方千米，海拔为104.5米。